# Albino Slug
Albino Slug es el vigésimo cuarto álbum en solista del guitarrista Buckethead, es también el quinto álbum que lanza en tour solamente.
La noticia del lanzamiento del álbum vino junto con el lanzamiento de 2 álbumes más, Bolt on Neck de Frankenstein Brothers (Buckethead y That 1 Guy) y Drangos of Eden de Buckethead, Bryan Mantia y Travis Dickerson.
La primera canción del álbum "The Redeem Team", sigue una lina de canciones dedicadas al basketball como lo fue Jordan del videojuego Guitar Hero II, esta se refiere al equipo de Basketball de hombres de Estados Unidos quienes participaron de las Olimpiadas en China, quienes ganaron la medalla de oro en dicha competencia.
El álbum fue lanzado finalmente para ser comprado el 1 de diciembre de 2008 en la página oficial del sello TDRS Music.

## Canciones
1. "The Redeem Team" - 5:01
2. "Siege Engine" - 8:12
3. "Pink Eye" - 3:24
4. "Dawn at the Deuce" - 4:17
5. "Flee Flicker" - 2:34
6. "Symmetrical Slug" - 2:50
7. "The Bight of Benin" - 1:36
8. "Fear of Salt" - 2:56
9. "Spooner Arks" - 2:43
10. "Electric Bell Blanket" - 0:54
11. "Tide Pools" - 2:44
12. "Shell Substitutions" - 1:51
13. "Forgotten Trail" - 1:07

## Créditos
- Buckethead - Guitarras
- Dan "Brewer" Monti - Programación y Producción
- Travis Dickerson - Guitarras adicionales y diseño gráfico